# 愛花ちさき
愛花 ちさき（あいはな ちさき、1985年5月15日 - ）は、日本の女優。元宝塚歌劇団宙組の娘役。
東京都練馬区、私立星美学園中学校出身。身長163cm。愛称は「たら」、「ゆかこ」。既婚。

## 来歴
2001年、宝塚音楽学校入学。
2003年、宝塚歌劇団に89期生として入団。入団時の成績は32番。月組公演「花の宝塚風土記／シニョール ドン・ファン」で初舞台。その後、宙組に配属。
2008年の「Paradise Prince」で新人公演初ヒロイン。入団6年目での抜擢となった。
2009年、大和悠河・陽月華トップコンビ退団公演となる「薔薇に降る雨」で、2度目の新人公演ヒロイン。
2014年7月27日、「ベルサイユのばら」東京公演千秋楽をもって、宝塚歌劇団を退団。

## 人物
父は俳優の夏夕介、母は元女優の伊藤めぐみである。父親の夏夕介は愛花の出産当時、『特捜最前線』の撮影で立ち会うことができなかったため、撮影終了後すぐに病院に駆けつけたことを覚えていると述べている。

## 宝塚歌劇団時代の主な舞台

### 初舞台
- 2003年4 - 5月、月組『花の宝塚風土記（ふどき）』『シニョール ドン・ファン』（宝塚大劇場のみ）

### 宙組時代
- 2003年10 - 2004年2月、『白昼の稲妻』『テンプテーション!』
- 2004年5 - 8月、『ファントム』 - 新人公演：団員女
- 2004年10 - 11月、『風と共に去りぬ』（全国ツアー） - 令嬢
- 2005年1 - 4月、『ホテル ステラマリス』『レヴュー伝説』
- 2005年6月、『Le Petit Jardin（ル プティ ジャルダン）』（バウホール） - リナ
- 2005年8 - 11月、『炎にくちづけを』『ネオ・ヴォヤージュ』
- 2006年3 - 7月、『NEVER SAY GOODBYE』
- 2006年8月、『コパカバーナ』（博多座）
- 2006年11 - 2007年2月、『維新回天・竜馬伝!』『ザ・クラシック』
- 2007年4月、『NEVER SLEEP』（バウホール・日本青年館） - アデリン・コクラン
- 2007年6 - 7月、『バレンシアの熱い花』 - 新人公演：夫人（本役：鮎瀬美都）『宙 FANTASISTA!』（宝塚大劇場）
- 2007年8 - 9月、『バレンシアの熱い花』 - 新人公演：夫人（本役：鮎瀬美都）『宙 FANTASISTA!!』（東京宝塚劇場）
- 2007年11月、『THE SECOND LIFE』（バウホール） - ニーナ
- 2008年2 - 5月、『黎明（れいめい）の風』 - 新人公演：吉田和子（本役：藤咲えり）『Passion 愛の旅』
- 2008年7月、『雨に唄えば』（梅田芸術劇場） - メイク係
- 2008年9 - 12月、『Paradise Prince（パラダイス プリンス）』 - メグ、新人公演：キャサリン・ホワイト（本役：陽月華）『ダンシング・フォー・ユー』 新人公演初ヒロイン[7][2][1]
- 2009年2月、『外伝 ベルサイユのばら-アンドレ編-』 - メリー『ダンシング・フォー・ユー』（中日劇場）
- 2009年4 - 7月、『薔薇に降る雨』 - アガサ・ボヌー、新人公演：イヴェット（本役：陽月華）『Amour それは…』 新人公演ヒロイン[7]
- 2009年8月、『大江山花伝』 - 花園衛門／萱野『Apasionado（アパショナード）!!II』（博多座）
- 2009年11 - 2010年2月、『カサブランカ』 - ピア、新人公演：イヴォンヌ（本役：純矢ちとせ）[3]
- 2010年3 - 4月、『シャングリラ-水之城-』（ドラマシティ・日本青年館） - 飛燕
- 2010年5 - 8月、『TRAFALGAR（トラファルガー）』 - カロリーヌ『ファンキー・サンシャイン』
- 2010年9月、『銀ちゃんの恋』（全国ツアー） - 女秘書
- 2010年11 - 2011年1月、『誰がために鐘は鳴る』 - ドロレス
- 2011年3月、『記者と皇帝』（日本青年館・バウホール） - クリスティ・オニール
- 2011年5 - 8月、『美しき生涯』 - 平野長泰の妻『ルナロッサ』
- 2011年10 - 12月、『クラシコ・イタリアーノ』 - エリザベス・ブライトン（リズ）『NICE GUY!!』
- 2012年1 - 2月、『ロバート・キャパ 魂の記録』（バウホール・日本青年館） - マリー=テレーズ・ワルテル
- 2012年4 - 7月、『華やかなりし日々』 - キャサリン・ラッセル『クライマックス』
- 2012年8 - 11月、『銀河英雄伝説@TAKARAZUKA』 - アンネローゼ・フォン・グリューネワルト
- 2013年1月、『銀河英雄伝説@TAKARAZUKA』（博多座） - アンネローゼ・フォン・グリューネワルト
- 2013年3 - 6月、『モンテ・クリスト伯』 - エルミーヌ『Amour de 99!!-99年の愛-』
- 2013年7 - 8月、『the WILD Meets the WILD』（バウホール） - マティルダ・ヒューイット（マティ）
- 2013年9 - 12月、『風と共に去りぬ』 - 令嬢
- 2014年2月、『ロバート・キャパ 魂の記録』 - マリー=テレーズ・ワルテル『シトラスの風II』（中日劇場）
- 2014年5 - 7月、『ベルサイユのばら-オスカル編-』 - イザベル 退団公演[2]

## 出演イベント
- 2006年9月、貴城けいコンサート『I have a dream』
- 2007年2 - 3月、轟悠ディナーショー『Yū's Purple Shadow』
- 2009年12月、タカラヅカスペシャル2009『WAY TO GLORY』
- 2010年12月、タカラヅカスペシャル2010『FOREVER TAKARAZUKA』
- 2012年12月、タカラヅカスペシャル2012『ザ・スターズ!〜プレ・プレ・センテニアル〜』

## 宝塚歌劇団退団後の主な活動
- 2014年11月、生命のコンサート音楽劇『赤毛のアン』（東京国際フォーラムC） - アン・シャーリー（大人）　＊主演
- 2019年1月、『藍寫眞～アオシャシン～』（シアターグリーン）[9]
- 2021年7月、『Three Kingdoms 2020』（新宿村LIVE） - 周瑜[10]
- 2021年3月、Alexandrite Stage『CHICACO』（シアターグリーン） - 振付[11]
- 2022年6月、『The Great Gatsby In Tokyo』（三越劇場） - 振付[12]
- 2022年8月、Alexandrite Stage『G7』（三越劇場）[13]